# Ojaküla (Hiiumaa)
Koordinaten: 58° 54′ N, 22° 12′ O
Ojaküla ist ein Dorf (estnisch küla) in der Landgemeinde Hiiumaa (2013 bis 2017: Landgemeinde Hiiu, davor Landgemeinde Kõrgessaare) auf der zweitgrößten estnischen Insel Hiiumaa (deutsch Dagö).
Ojaküla hat zehn Einwohner (Stand 31. Dezember 2011).
Der Ort liegt auf der Halbinsel Kõpu (Kõpu poolsaar).